# El Avatar Roku (Solsticio de Invierno, Parte 2)
El Avatar Roku (Solsticio de Invierno, Parte 2) es el octavo episodio de la primera temporada de la serie animada de televisión Avatar: la leyenda de Aang.

## Sinopsis
Esta tarde en la noche y la luna brilla fuertemente. Aang está tratando de levantar a Appa sin ningún resultado. El día del Solsticio ha llegado y Aang sabe que debe hacer un viaje por delante. Él no quiere poner a sus amigos bajo peligro estando en territorio de la Nación del Fuego pero tiene que preguntarle al Avatar Roku acerca del cometa que vio en la visión del dragón de Roku.
Katara y Sokka le dicen que no vaya — al menos no sin ellos. Appa lame a Sokka emocionado y les son entregadas provisiones y salen en ese momento para llegar ese mismo día a la isla de la Nación del Fuego. El líder de la villa sale a dar un paseo nocturno cuando se encuentra con el Príncipe Zuko en la puerta quien lo obliga a decir si ha visto al Avatar.
El sol está saliendo tras Appa, y ellos están volando sobre el mar. Aang lo nota y le dice a Appa que vaya más rápido. Rápido en su barco va Zuko, siguiéndoles la pista. Él tiene el ojo pegado a su telescopio buscando cualquier indicio del Avatar. Su tío lo vigila de cerca mientras se acercan a territorio de la Nación del Fuego. "¿Has olvidado por completo que el Señor del Fuego Ozai te ha desterrado? ¿Qué tal si te atraparan?". Zuko responde diciendo que su padre entenderá si está persiguiendo al Avatar, pero Iroh dice "Mi hermano no es de los que entienden."Luego que esto es dicho, Zuko observa el bisonte volador, y ordena que vayan a toda marcha.
Katara es la primera que ve a Zuko. Una bola de fuego es lanzada desde barcos de la Nación del Fuego con una catapulta hacia el cielo, apuntando a Appa. Aang logra esquivarla, pero un olor pútrido queda en el aire, causando que se cubran las narices.
Luego, ambos Aang y Zuko logran pasar el bloqueo, una línea de barcos marcando el territorio de la Nación del Fuego. "Técnicamente aún estamos en aguas del Reino Tierra. Si regresamos ahora no podrán arrestarte," dice Iroh a Zuko.
En el aire, Aang sugiere que si van por el norte, pueden rodear el bloqueo. Katara le dice que no hay suficiente tiempo y que deben cruzarlo. Aang le ordena a Appa que vaya más rápido.
Zuko se da cuenta entonces que el Avatar no está retrocediendo, sino avanzando, así que lo persigue. Iroh le advierte que si la Nación del Fuego lo captura, no hay nada que él pueda hacer, y le suplica que por favor no siga al Avatar. Zuko mira hacia abajo, y le pide disculpas a su tío; luego ordena que crucen el bloqueo.
A cargo del bloqueo, Zhao detiene orgullosamente su telescopio y observa hacia el Avatar hacia el barco del príncipe Zuko. Le ordena a sus hombres que disparen contra el bisonte volador. Un soldado avisa, "pero hay una nave de nuestra Nación, uno de los nuestros, ¿qué hay si lo golpeamos?". Zhao simplemente le dice, "¿Que importa ?. Pertenece a un traidor."
Varias bolas de fuego son lanzadas hacia Appa, pero Aang con gran habilidad controla a Appa para esquivarlas. Pero algunas chispas caen al lado de Appa, y Katara, Sokka, y Momo apagan las pequeñas llamas en el pelaje de Appa. Aang le pregunta a Appa si está bien; Appa gruñe y entonces sube a las nubes.
Una de las bolas de fuego daña el motor del barco del Príncipe Zuko, pero le ordena a la tripulación que continúe.
Zhao ordena al bloqueo que lancen más bolas de fuego, y una de ellas pasa cerca de donde Appa está. Ellos tratan de esquivarla, pero dos bolas de fuego estallan justo a la par de ellos, y la turbulencia los sacude, y Sokka es lanzado al aire, cayendo hacia el agua. Inmediatamente, Aang gira y dirige a Appa a salvarlo. Katara alcanza la mano de Sokka mano y lo hala para regresarlo al lomo de Appa.
Otra bola es lanzada, y Appa al esquivarlas pasa muy cerca del agua. Mientras se acercan al bloqueo, Zhao alista una bola de fuego que está apuntando directo a Appa. La bola es lanzada, pero al mismo tiempo, Aang salta de Appa y lanza una patada de aire, destruyendo la bola en pedazos. Aang es lanzado por el aire a Appa de nuevo y pasan el bloqueo.
Un soldado pregunta a dónde se dirige el Avatar y Zhao responde, "No lo sé... pero cierto príncipe desterrado debe saber."Iroh le dice que no pueden cruzar, pero Zuko está seguro de que podrá. Un soldado le informa a Zhao que están listos para capturar a Zuko. Zhao lo piensa por un momento y le ordena a sus hombres que detengan sus motores. Antes que los tres barcos colisionen, los dos barcos del bloqueo se detienen y el barco de Zuko pasa a través de ellos sin problemas. Aunque su barco está dañado y los motores están sacando humo negro. Zhao y Zuko se ven el uno al otro, tratando de leer la mente del otro, desafiándose, mientras el Tío Iroh frota su barba mientras piensa.
Appa y el resto del grupo llega al templo, y Appa es recompensado con un buen descanso. Los tres compañeros y Momo caminan hacia el templo a través del pasillo que lleva hacia él, y éste parece estar abandonado. Se aproximan con cautela y entran.
Una vez adentro, Sokka oye un ruido. El grupo gira y ve un grupo de ancianos vestidos con túnicas rojas y sombreros rojos puntiagudos. Ellos gritan que son los sabios de la Nación del Fuego, guardianes del Templo del Avatar. Aang se detiene y les dice que él es el Avatar. El líder de los ancianos dice, "Lo sabemos", y los sabios atacan con fuego. Aang bloquea los ataques con Aire Control, y luego les dice a Sokka y Katara que corran. Volviéndose hacia los sabios, Aang hace una patada de aire que lanza a los sabios al suelo, y luego corre para unirse después con sus amigos. El líder se levanta y dice que si el Avatar contacta a Roku, él podrá decirle al niño qué tan poderoso puede ser. Le ordena a los otros que se separen y lo encuentren.
Katara y Sokka (con Momo en su espalda) están corriendo en los pasillos cuando se encuentran con Aang. Uno de los sabios los encuentra y los sigue hasta encerrarlos en un callejón sin salida. EL sabio se acerca y dice que no quiere pelear, que es un amigo. Los tres no le creen y Sokka responde que los Maestros Fuego no son sus amigos, pero el sabio se arrodilla ante ellos. El sabio les dice que él sabe por qué están ahí, que desean hablar con Roku y que los puede llevar hasta él. Cuando Aang pregunta "¿Cómo?" el sabio gira una antorcha en la pared con un hoyo atrás de ella. El sabio lanza un poco de fuego a través del agujero, y un pasadizo secreto se abre. Aang y los otros aún están inseguros, pero corren hacia el pasillo secreto cuando oyen que los otros sabios se acercan diciendo que el tiempo se acaba, y siguen al sabio (cuyo nombre es Shyu) quien rápidamente cierra la puerta secreta.
Mientras tanto, el barco del Príncipe Zuko aún está navegando. Él le pregunta a Iroh qué es lo que está planeando Zhao. Iroh le dice que Zhao lo está siguiendo, pues ambos están tras un mismo objetivo: el Avatar. Zuko dice que si Zhao quiere seguir un rastro de humo, entonces eso es lo que hará.
En ese momento, Aang y sus compañeros están caminando entre los pasadizos subterráneos, con magma a su lado. Shyu empieza a explicar lo que ha sucedido en los últimos cien años; "Muchas generaciones de Sabios del Fuego han cuidado de este templo antes que yo. En el pasado todos los sabios le eran leales al Avatar. Cuando Roku murió, los sabios esperaron con ansias el regreso del siguiente Avatar; pero él nunca vino. Cuando el Señor del Fuego Sozin comenzó la guerra, mi abuelo y los otros sabios del fuego fueron forzados a seguirlo. Yo nunca quise seguir al Señor del Fuego. Cuando escuché que venías, supe que tenía que traicionar a los otros sabios." Cuando Aang le agradece esto a Shyu, él le devuelve una sonrisa benigna.
Shyu, Aang, y sus compañeros ascienden por unas escaleras en espiral hasta la puerta de la habitación donde yace la estatua del Avatar Roku. Las puertas están cerradas y Shyu les dice que la puerta sólo puede ser abierta por un Avatar que haya aprendido Fuego Control a la perfección o con cinco Maestros Fuego. Esto le da una idea a Sokka, y (cómicamente) una antorcha sobre su cabeza ayuda a representarla.
Mientras tanto, Zuko pone su plan en marcha. "Zhao seguirá el rastro de humo mientras yo lo uso como distracción", dice él. Un barco pequeño es puesto a flote, que sale del barco original de Zuko, en el cual Zuko irá hacia el templo del fuego sin ser notado. Atrás, no muy lejos, Zhao ve el barco pequeño de Zuko alejarse a través de su telescopio, y gruñe.
Sokka se sienta en el suelo y llena unas bolsas de piel de animal con aceite de las antorchas. Él explica el plan, diciéndole a Shyu que encienda las cinco antorchas simultáneamente una vez que estén puestas en la puerta y "¡Ta-da! Falso Fuego Control." Aang, Sokka, y Katara se cubren detrás de unas estatuas mientras Shyu enciende las boslas colocadas en las cerraduras en forma de cabeza de dragón. Las bolsas explotan a la vez que Aang sale corriendo hacia la puerta, y nota que aún sigue cerrada.
Frustrado, Aang golpea la puerta con Aire Control. Katara lo detiene y Sokka pasa un dedo sobre la puerta, donde una capa de ceniza dejada por las bombas de aceite estallaron. Sokka, decepcionado, dice que se ve tan real como si fuera verdadero Fuego Control. Esta vez Katara tiene una idea... "Sokka, res un genio", dice ella. Cuando Aang le reclama que no puede ser un genio porque el plan no funcionó, ella le responde, "Sí. Su plan no funcionó. Pero parece que sí." Aang, inocente, pregunta, "¿Ha cambiado la definición de 'genio' en los últimos cien años?"
Los Sabios del Fuego llegan frente a la puerta como se esperaba por el ruido de la explosión. El grupo se esconde detrás de las estatuas. Shyu le enseña a los Sabios las marcas dejadas por las bombas en la puerta, fingiendo estar de su lado. Los sabios abren la puerta usando Fuego Control. Pero se sorprenden cuando el lémur mascota del Avatar es el que está ahí y no el Avatar. Los Sabios se dan cuenta de que fueron engañados, y Momo, Katara, Sokka, y Shyu atrapan a los sabios antes que puedan reaccionar.
Shyu le dice a Aang que es su oportunidad para entrar a la cámara donde está la estatua, pero Aang no aparece. Katara lo llama otra vez, pero se ve al Príncipe Zuko deteniendo al Avatar con sus brazos, y dice, "El Avatar vendrá conmigo." Los otros sabios toman esto como la oportunidad para atacar a sus captores. Zuko le ordena a los sabios que cierren las puertas, Aang ve hacia atrás y ve que Katara y Sokka están siendo encadenados en las estatuas. Aang trata de escapar de Zuko y le lanza una patada hacia las escaleras, luego se escabulle hacia la puerta.
Una luz vibrante aparece alrededor de las puertas, sellándolas. Adentro, un rayo de sol está apuntando directamente a la gema roja en el pecho de la estatua de Roku. Aang se para sorprendido porque nada ocurre. Afuera, Zuko y los otros maestros fuego tratan de abrir la puerta pero no funciona, porque el Avatar Roku no lo quiere. De pronto la estatua de Roku resplandece y sus ojos se encienden, y luego de una polvareda, Aang y Roku están en las montañas.
Al preguntarle Aang sobre la visión del cometa, Roku le contó que, hace cien años, el antiguo Señor del Fuego usó el cometa para empezar la guerra, pues aumentó su poder contra las otras naciones. Este cometa regresaría al final del verano y el Señor del Fuego Ozai, padre de Zuko, volverá a usar el poder para ganar totalmente la guerra, y el Avatar no será capaz de restaurar el equilibrio.
Mientras tanto, Zuko está interrogando a Shyu y le pregunta "¿Por qué ayudaste al Avatar?" Shyu responde, "Porque ése era el trabajo de los sabios. Y aún lo es." De repente, el comandante Zhao
entra aplaudiendo y se burla de Zuko y de Shyu, diciendo que el señor del fuego estará feliz de atrapar dos traidores a la vez, a lo que el joven responde: Llegaste tarde Zhao, el Avatar esta adentro y las puertas no se abren y Zhao opina que tendrá que salir tarde o temprano. 
Tras las puertas, Aang está muy preocupado al comentarle a Roku que él no sabe manejar el agua, la tierra ni el fuego. Roku le dice que aprenderlo toma años de disciplina y práctica, pero Aang debe lograrlo para el final del verano. Además el confía en el Avatar, pues lo ha hecho antes. Ya el sol se va, y antes de despedirse, Roku le recuerda que él es parte de Aang y que al tener una duda, encontrará la forma de hablar con él.
Afuera, Zhao y sus hombres se preparan para atacar, ordenándoles lanzar fuego con todas sus fuerzas. Roku avisa a Aang sobre este inminente peligro, prometiéndole ayudarle sólo si está listo, cuando las marcas aire y sus ojos resplandecen y dice Estoy listo.
Las puertas se abren, y Zhao y los otros soldados lanzan su fuego contra la figura que está de pie en medio. El fuego es rechazado fácilmente y Zhao se queda pasmado al ver al Avatar Roku delante de él. Shyu dice en un susurro, "Avatar Roku..." mientras Sokka y Katara se quedan sorprendidos. El Avatar Roku devuelve las llamas contra ellos, derrotando a los soldados y desintegrando las cadenas que ataban a Sokka, Katara, Shyu, y Zuko. Sokka, Katara, y Shyu se quedan sorprendidos al ver que no se han quemado, y Zuko, al verse libre, corre hacia la salida.
El magma de los pasajes subterráneos erupciona a un gesto del Avatar Roku, partiendo el piso del templo en dos. Shyu alerta a Katara y Sokka que el Avatar Roku va a destruir el templo, pero ellos no quieren irse sin Aang. Los soldados corren apresuradamente escaleras abajo cuando el templo comienza a desplomarse, y Katara y Sokka se esconden tras unas estatuas.
El Avatar Roku termina sus ataques justo antes de que la luz solar deje de incidir sobre su estatua. Los ojos de la estatua dejan de brillar y una nube de polvo cubre a Roku, y en su lugar aparece Aang. Katara y Sokka lo ayudan, y Aang pregunta dónde está Shyu, pero ellos no lo saben. Las escaleras son inundadas por el magma, y su única ruta de escape es un agujero en la pared que lleva al océano a cientos de pies más abajo. Pero Momo, que lleva puesto un sombrero de uno de los Sabios del Fuego, y Appa acuden a su rescate. Ellos saltan arriba de Appa antes de que el Templo se incline más.
Zhao ve furioso como el Avatar escapa una vez más, y sobre cómo el Príncipe Zuko llegó demasiado lejos. Pero él tiene cinco traidores, diciendo esto cuando mira a los Sabios del Fuego, incluido Shyu. El gran sabio interrumpe, diciendo que solo Shyu ayudó al Avatar. Zhao vuelve la mirada al sabio para decir: Hasta donde estoy enterado, todos ustedes son culpables! Grita
Zuko también está viendo al Avatar a través de su telescopio, Pero con una mirada más del tipo: nos encontraremos de nuevo.
Appa está volando por el cielo oscurecido mientras Katara, Sokka y Momo se dirigen hacia Aang para consolarlo mientras se dirigen hacia la luna llena amarilla.
- Datos: Q8772823